# Civita (Calabrien)
 For alternative betydninger, se Civita. (Se også artikler, som begynder med Civita)
Civita er en by i Calabrien, Italien med 788 (2023) indbyggere.